# Lakini's Juice
Lakini's Juice  é o primeiro single do álbum Secret Samadhi da banda estadunidense Live, lançado em 1997. Embora a faixa não tenha sido lançada como single nos Estados Unidos, recebeu bastante destaque nas rádios, alcançando a posição 35 na Billboard Radio Songs, 1 na Billboard Modern Rock Tracks e 2 na Mainstream Rock Tracks. A canção alcançou a posição 29 na UK Singles Chart do Reino Unido. O vídeo clipe da música foi dirigido por Gavin Bowden.

## Desempenho
| Tabelas musicais (1997)               | Melhor posição |
| ------------------------------------- | -------------- |
| Canadian RPM Singles Chart            | 20             |
| UK Singles Chart                      | 29             |
| U.S. Billboard Hot 100 Airplay        | 35             |
| U.S. Billboard Mainstream Rock Tracks | 2              |
| U.S. Billboard Modern Rock Tracks     | 1              |

## Ligação externa
- Letras da canção no MetroLyrics